# Tetradactylus africanus
Tetradactylus africanus là một loài thằn lằn trong họ Gerrhosauridae. Loài này được Gray mô tả khoa học đầu tiên năm 1838.